# Virusoïde
Ne doit pas être confondu avec Viroïde.
Les virusoïdes sont des particules sub-virales d'ARN circulaire à simple brin, dépendants  de phytovirus pour leur réplication et encapsidation.
Le génome des virusoïdes est constitué de plusieurs centaines de nucléotides et ne code aucune protéine.
Les virusoïdes sont similaires aux viroïdes par la taille, la structure et les moyens de réplication (réplication circulaire de l'ADN).
Les virusoïdes, bien qu'ils soient étudiés en virologie, ne sont pas considérés comme des virus mais comme des particules sous-virales. 
Étant donné qu'ils dépendent de virus auxiliaires, ils sont classés comme satellites. Dans la classification des virus, ils apparaissent comme Satellites/Acides nucléiques satellites/sous-groupe 3: ARN circulaire satellites.
Le terme « virusoïde » est aussi, parfois, utilisés pour désigner tout type de satellites.